# Protanyderus schmidi
Protanyderus schmidi är en tvåvingeart som beskrevs av Alexander 1959. Protanyderus schmidi ingår i släktet Protanyderus och familjen Tanyderidae. Inga underarter finns listade i Catalogue of Life.